# Can Font de la Serra (Manresa)
Can Font de la Serra és una masia rehabilitada amb una capella, situada al municipi de Manresa (Bages), protegida com a bé cultural d'interès local. Actualment és el Centre de l’Aigua de Can Font i seu de la Fundació Aigües de Manresa – Junta de la Séquia (Parc de la Séquia).

## Edifici
Actualment s'anomena Centre de l’Aigua de Can Font, és la seu de la Fundació Aigües de Manresa Junta de la Séquia. És una antiga masia situada al peu de la carretera de Santpedor, en un context fins fa pocs anys rural, té una capella construïda a mitjans del s. XVI, que apareix esmentada en un inventari de l'any 1707 i amb una inscripció a la llinda corresponent a una reforma de l'any 1763. És de planta rectangular, i està coberta amb una teulada a doble vessant. Es troba orientada a migdia, i és en aquesta cara on es localitzen el major nombre d'obertures i la porta de mig punt adovellada (dovelles grans i allargades). Presenta una planta baixa, un primer pis i les golfes. Un carener envolta la teulada. Les finestres són d'estructura rectangular i estan emmarcades amb carreus de pedra. Té una cisterna medieval, amb una capacitat aproximada de 40000l i un safareig. També hi observem al seu exterior les restes d'un molí d'oli.
Annex a la cisterna hi ha la roda hidràulica de calaixos de datació indeterminada (x. XVIII) es va localitzar oculta en una doble paret la de Fusteria Andreu de Manresa, situada a la carretera de Cardona i s'accionava amb aigua provinent del ramal Irla de la Séquia de Manresa. Es va traslladar a davant de la fàbrica del guix de Manresa (Actual seu de l'empresa Tous) per esdevenir el monument a l'aigua, finalment l'any 2004 es va traslladar a la seva actual ubicació.

## Capella
La Capella Can Font de la Serra és capelleta rural, la seva advocació, fins al s. XX, era a Sant Ramon Nonat. És d'estructura rectangular amb un absis semicircular orientat cap al nord. La porta, situada al cantó de migdia, és d'estructura rectangular. La llinda d'aquesta té gravada la data de la reforma de 1763. En aquesta mateixa cara s'obren dos ulls de bou de diferents mides. Un petit campanaret d'espadanya, a migdia, corona la teulada, a doble vessant i amb barbacana. L'aparell és regular, obrat amb carreus i una capa d'arrebossat.
Al seu interior s'hi conserva encara el retaule de fusta de pi de finals del s. XVIII / inicis del s. XIX.

## Història
De la masia de Can Font de la Serra se'n tenen diverses referències, una de l'any 1410 on apareix anomenada en un capbreu de la Séquia, quan el mas ja es trobava en ple funcionament, i calia suposar que la família que llavors es trobava al mas ja duia el cognom Serra o Sa Serra. Els últims documents localitzats de l'Arxiu comarcal del Bages, parlen de l'establiment de la família Sa Serra entre el 1268-1270, on la família pagesa provinent de Guardiola, s'hi va instal·lar de forma definitiva.
Cal deixar oberta però, la possibilitat que el mas, a l'igual que d'altres de l'entorn de Manresa, tingués els seus orígens a finals del segle XI XII, i hi haguessin hagut més famílies amb anterioritat
Al 2006 es va inaugurar el Centre de l'Aigua de Can Font, fruit d'un acord entre Aigües de Manresa, S.A. i l'Ajuntament de Manresa. Ha estat gestionat per Aigües de Manresa fins al 2011, en el qual la gestió ha passat a ser de la Fundació Aigües de Manresa – Junta de la Séquia, conegut amb el seu nom comercial com el Parc de la Séquia on hi té actualment la seva seu.
El Centre de l'Aigua de Can Font concentra una multiplicitat d'interessos públics: compleix una funció pedagògica per difondre la importància de l'aigua; és un important equipament de divulgació ambiental per la ciutat de Manresa; i finalment, l'entorn del Centre de l'Aigua, l'anomenat Parc de Can Font, és una peça clau dels creixements urbanístics de la ciutat on s'ha sabut preservar un alzinar com a zona verda dins de l'espai urbà.
El Centre és un espai d'interpretació de l'aigua que ofereix tres serveis ben diferenciats.
A la planta baixa i a la capella hi trobem unes exposicions orientades a sensibilitzar la població sobre l'aigua, visitables per grups i famílies amb cita prèvia:
- L'ús racional de l'aigua: amb una visió general sobre el cicle de l'aigua i les diferents usos per part de l'home.
- L'aigua a la ciutat: que descobreix tot allò que habitualment no es veu del cicle de l'aigua dins d'una ciutat; d'on ve l'aigua de l'aixeta i on va quan marxa pel desguàs.
- Els sons de l'aigua: un muntatge audiovisual en el qual es dona a conèixer el cicle de l'aigua a través dels seus sons

A la primera planta trobem l'espai educatiu, amb aules, laboratoris, maquetes i equipaments per fer activitats didàctiques amb centres docents i entitats:
- El laboratori: els estudiants poden fer-hi anàlisi químiques de l'aigua, descobrir què hi ha en una gota d'aigua amb lupes i microscopis, fer aigua potable, conèixer l'aigua subterrània, ...
- La sala d'actes: s'utilitza per fer formació, pels centres educatius i per fer reunions i xerrades.
- L'aula ambiental: una aula polivalent on s'hi fan tant activitats educatives com de formació.
- Les maquetes: serveixen per l'activitat pedagògica

A la segona planta, trobem un centre de documentació de l'aigua i arxiu de consulta pública amb visites concertades.
El Centre de Documentació conté bibliografia especialitzada en temes d'aigua per fer estudis i treballs sobre aquest tema. L'arxiu històric conté el fons històric de la Junta de la Séquia, la Junta d'Aigües Potables i Aigües de Manresa, S. A.